# Каннингем, Уилли (футболист, 1925)
Вильям Керразерс Каннингем (англ. William Carruthers Cunningham, 22 февраля 1925, Кауденбит, Шотландия — 15 ноября 2000, Престон, Англия) — шотландский футболист, игравший на позиции защитника. По завершении игровой карьеры — футбольный тренер. Большую часть карьеры провёл в английском клубе «Престон Норт Энд», а также выступал за национальную сборную Шотландии.

## Клубная карьера
Родился 22 февраля 1925 года в городе Кауденбит. Во взрослом футболе дебютировал в 1946 году выступлениями за «Данфермлин Атлетик», в котором провёл один сезон, приняв участие лишь в 3 матчах чемпионата.
В течение 1946—1949 годов защищал цвета клуба «Эйрдрионианс», за который сыграл 93 матча и забил 9 голов.
Своей игрой за эту команду привлёк внимание представителей тренерского штаба английского клуба «Престон Норт Энд», к составу которого присоединился 28 июня 1949 года за 5 тыс. фунтов стерлингов. В сезоне 1950/51 Каннингем помог команде выиграть Второй дивизион и вернуться в «элиту», где в течение десяти сезонов клуб вместе с Уилли дважды становился вице-чемпионом Англии (1952/53, 1957/58), а также в 1954 году дошёл до финала Кубка Англии, где Каннингем отыграл весь матч, а «Престон» уступил со счётом 2:3 «Вест Бромвич Альбиону». По итогам сезона 1960/61 команда заняла последнее 22 место и покинула первый дивизион, однако Уилли продолжил выступления в команде и в дальнейшем, проведя ещё два года во Втором дивизионе. Всего Каннингем сыграл за команду из Престона четырнадцать сезонов своей игровой карьеры, приняв участие в 487 играх и забил 3 мяча. Большинство времени, проведённого в составе клуба «Престон Норт Энд», был основным игроком защиты команды.
Завершил профессиональную игровую карьеру в клубе «Саутпорт» из четвёртого дивизиона, где работал играющим тренером до 1965 года и вышел на поле в 12 играх. Опыт тренерской работы ограничился этим клубом.
Умер 15 ноября 2000 года на 76-м году жизни в городе Престон.

## Выступления за сборную
5 мая 1954 года дебютировал в официальных матчах в составе национальной сборной Шотландии в товарищеской игре против сборной Норвегии (1:0). В том же году в составе сборной в статусе капитана был участником чемпионата мира в Швейцарии. На турнире Уилли сыграл в обоих матчах, однако шотландцы провалили «мундиаль», проиграв игры из суммарным счетом 0:8 и заняли последнее место в группе.
В течение карьеры в национальной команде, которая длилась всего 2 года, провёл в форме главной команды страны 8 матчей.

## Достижения
- Вице-чемпион Англии (2): 1952/53, 1957/58
- Финалист Кубка Англии (1): 1953/1954
- Победитель Второго дивизиона Футбольной лиги (1): 1950/51